# Kajsa Zetterquist

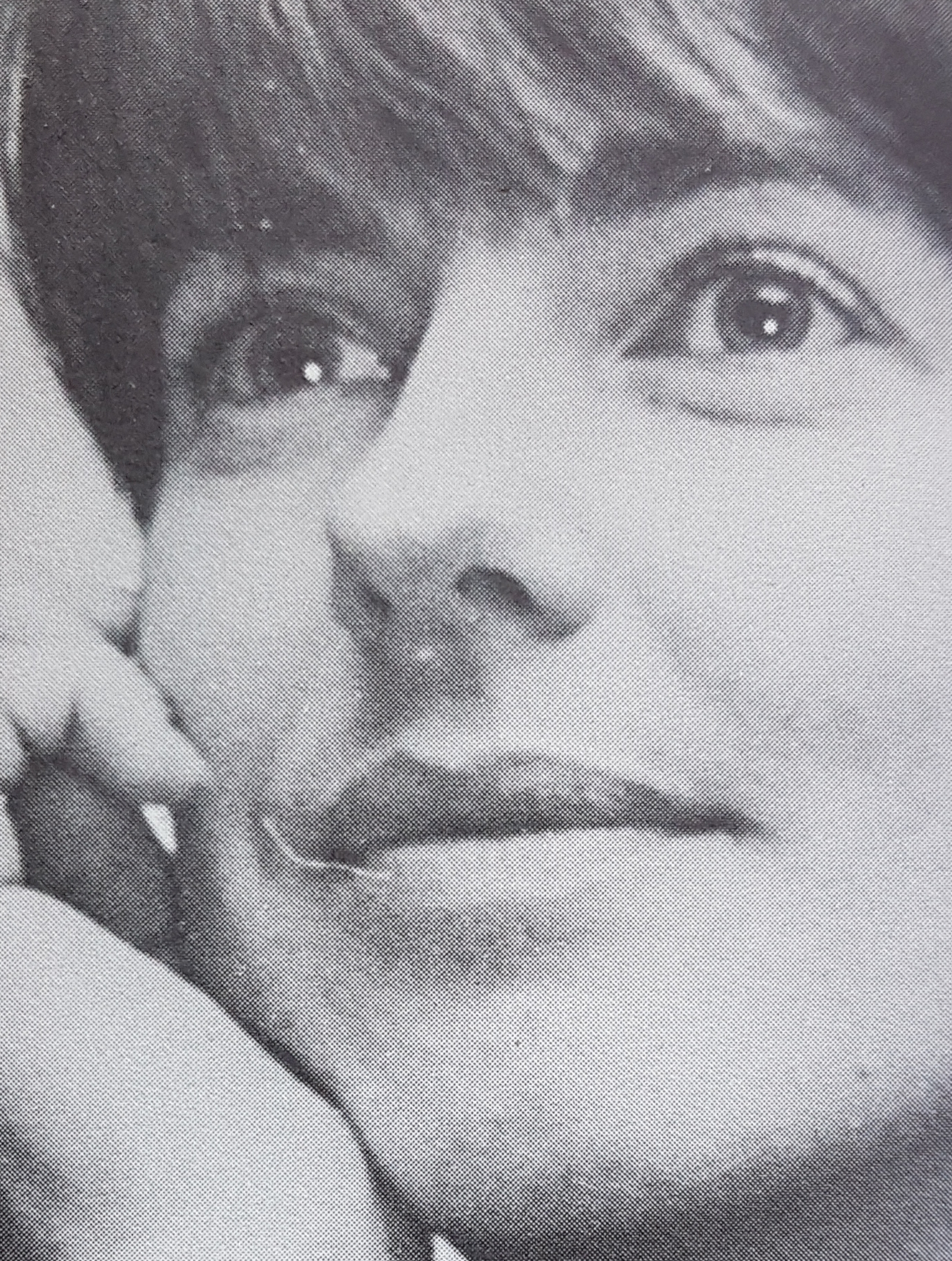
Kajsa Zetterquist

Kajsa Charlotta Zetterquist, född 18 november 1936 i Arvika, är en svensk-norsk målare, tecknare och skulptör.
Hon är dotter till Jérôme Zetterquist och Märta Alfhild Swenson och från 1960 gift med Bill Håkan Carlson samt sondotter till Lars Zetterquist. Hon sammanbodde sedan 1967 med Per Adde i et väglöst land vid Erik-Larsatjønna i Graddis vid Saltfjellet och periodvis också i Långvak utanför Arvika. Zetterquist studerade vid Konstfackskolan 1954–1955 och vid Signe Barths målarskola 1955–1957 och för Ragnar Sandberg och Lennart Rodhe vid målarlinjen på Kungliga Konsthögskolan i Stockholm 1957–1962. Hon avslutade sin utbildning med ett extra år på Konsthögskolan då hon studerade skulptur för Arne Jones och Asmund Arle 1962–1963. Under studieåren genomförde hon studieresor till bland annat Köpenhamn, Paris, Bornholm, Frankrike, Spanien, Nederländerna, England och Italien. Hon tilldelades stipendium från H. Ax:son Johnson stiftelse 1959–1960, Sandrews stiftelse 1960, Kungliga Akademiens tecknarstipendium 1961 samt ett statligt resestipendium 1963–1964 samt Nordland fylkes kulturpris 1982. Hennes konst består av stilleben, modellstudier och andra motiv men domineras av landskapsskildringar utförda i olja eller andra tekniker samt enstaka mindre skulpturer. Efter att hon flyttade till Norge 1967 arbetade hon som huvudlärare i målning och teckning vid Kunstskolen i Kabelvåg för att från 1983 arbeta vid Svolvær videregående skole. Hon debuterade i utställningssammanhang med Värmlands konstförenings höstsalong i Karlstad 1956 där hon sedan blev en regelbunden utställare. Hon har även medverkat i Arvika konstförenings utställningar på Arvika Konsthall och i grupputställningar i Lomma och Skövde. Hon var representerad i en utställning med värmländsk konst på Värmlands nation i Uppsala. Hon hade sin första separatutställning på Galerie Sankt Paul i Stockholm 1971 som följdes av en separatutställning på UKS i Oslo 1977. Zetterquist är representerad vid bland annat Värmlands museum och Arvika kommun.   

## Offentliga verk i urval
- Vestvågøy kommuns rådhus i Leknes
- Reitgjerdet sykehus i Trondheim 1981
- Nordland fylkes sentralsykehus i Bodø 1984
- Harstad kommuns kulturhus 1992
- Bardu kommuns helsesenter 1994
- Høgskolen i Finnmark i Alta 1995

## Adde Zetterquist kunstgalleri
I juni 2013 invigdes Adde Zetterquist kunstgalleri av den norske sametingspresidenten Egil Olli i en nyuppförd galleribyggnad vid Nordland nasjonalparksenter i Storjord i Saltdals kommun, ritad av Margarethe Friis på LPO Arkitekter i Oslo. Galleriet, som har en yta på 650 kvadratmeter, är uppfört av Nordland fylkekommun i samarbete med Nordland nasjonalparksenter. Det är byggt i trä med form av en omkullvält kanot och har det välvda taket klätt med spån. Galleriet visar i första hand Per Addes och Kajsa Zetterquists konst.